# قورباغه شاخ‌دار فی
قورباغه شاخ‌دار فی (نام علمی: Brachytarsophrys feae) نام یک گونه از تیره قورباغه‌های خاشاک است.